# 水树藻属
水树藻属（学名：Hydrurus）是水树藻科的一属。

## 下属物种
本属包括以下物种：
- 水树藻 Hydrurus foetidus (Villars) Trevisan